# Nysa Szalona
Die Nysa Szalona (deutsch Wütende Neiße oder Jauersche Neiße) ist ein rechter Nebenfluss der Kaczawa (dt. Katzbach) in Niederschlesien in der Euroregion Neiße und hat eine Länge von 51 Kilometern.
Der Fluss entspringt auf einer Höhe von 600 m auf der Westseite des Berges Kokosz (Huhnberg) auf den Waldenburger Höhen, fließt durch die Niederung des Vorgebirges der Sudeten und die Höhen von Hainau, durchfließt die Städte Bolków (Bolkenhain)  und Jawor (Jauer) und zuletzt das einstige Schlachtfeld der Schlacht an der Katzbach. Die Wütende Neiße mündet danach unweit westlich des Dorfs Dunino (deutsch bis 1945: Dohnau), rund 10 Kilometer südwestlich von Legnica (Liegnitz), in die Katzbach.
In Folge von Starkregenereignissen kann der Wasserstand des kleinen Flusses bis zu einer Höhe von 2,5 m ansteigen, was vielen französischen Soldaten in der Schlacht an der Katzbach, die eigentlich an der Wütenden Neiße stattfand, im August 1813 zum Verhängnis wurde.
Der Fluss wurde 1423 als iuxta Nyssam erstmals schriftlich erwähnt. Der Name leitet sich wahrscheinlich von der indogermanischen Verbalwurzel *neid- mit der Bedeutung „strömen“ ab.